# Torneio Internacional Zé Dú de 2005
O Torneio internacional “Zé Dú” de  hóquei em patins  visa homenagear  o 63º aniversário do Presidente da República de Angola, José Eduardo dos Santos. Realizou-se de 25 a 27 de Agosto de 2005., no Pavilhão Anexo nº I da Cidadela Desportiva, Luanda, o 4.º Troféu Internacional de Hóquei em Patins, denominado "Troféu José Eduardo dos Santos". 

## 3º/4º
| Petro de Luanda | 2 | G. D. da Banca | 1 |
| --------------- | - | -------------- | - |

## Final
| Juventude Viana | 5 | Selecção Angola | 2 |
| --------------- | - | --------------- | - |

## Ligações Externas
- / Angola Press